# Бушканец, Ефим Григорьевич
Ефим Григорьевич Бушканец (12 ноября 1922, Пермь, Пермская губерния, РСФСР — 16 ноября 1988, Казань, Татарская АССР, РСФСР, СССР) — советский литературовед, филолог, краевед. Доктор филологических наук (1966), профессор (1967).
Из еврейской семьи. В детстве вместе с семьёй переехал в Казань из Перми. С отличием окончил среднюю школу, там же начал увлекаться литературным краеведением. В 1940 году без экзаменов поступил на филологическое отделение историко-филологического факультета Казанского государственного университета имени В. И. Ульянова-Ленина, но после начала Великой Отечественной войны был призван в армию. Воевал на Калининском фронте, после ранения был направлен в Белорусский военный округ, дослужился до звания старшего лейтенанта, на фронте также вступил в партию. После демобилизации в 1948 году окончил Казанский университет. Ещё во время учёбы поступил на работу в Государственный музей Татарской АССР, где был заместителем директора по науке (1946—1963), затем перешёл в Казанский государственный педагогический институт на пост заведующего кафедрой русской и зарубежной литературы (1963—1988). В научной работе специализировался на истории русской литературы, источниковедении, атрибуции литературных произведений. Значительный вклад внёс в изучение и выявление связей русских писателей с Казанью, став признанным специалистом по этому периоду жизни и творчеству Л. Н. Толстого. Ощущая свою связь с демократами-шестидесятниками XIX века, вёл активную культурно-просветительскую работу в годы антисемитизма и застоя общественной жизни.

## Биография
Ефим Григорьевич Бушканец родился 12 ноября 1922 года в Перми. По национальности — еврей. Из семьи служащих, вскоре после рождения сына переехавших в Казань. Родители — Григорий Абрамович (1892—1942) и Таня Ефимовна (1891—1967). Брат — Моисей (1922—1995), педагог.

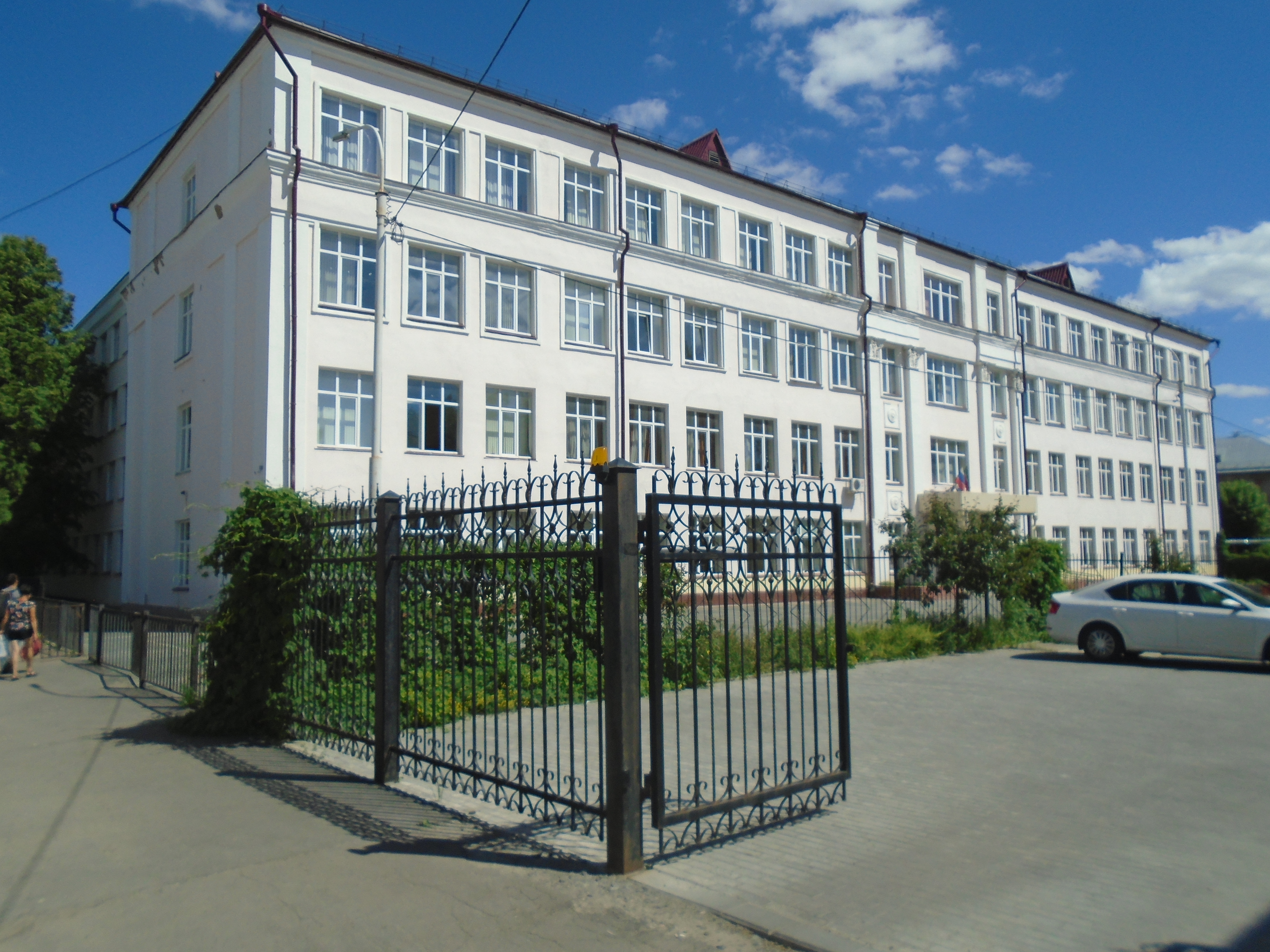
Школа № 81, ул. Гладилова

В 1940 году с отличием окончил казанскую школу № 81. В то время участвовал в работе школьного литературного кружка, учеником 10-го класса разыскал в Государственном архиве Татарской АССР новые материалы о казанском периоде жизни Л. Н. Толстого, о чём в 1939 году было сообщено в газете «Красная Татария». Получив письмо из Москвы от учёного секретаря Государственного музея Л. Н. Толстого с рекомендациями для будущей работы, уже тогда Бушканец определился со своей профессией, решив стать литературоведом. В 1940 году без экзаменов был зачислен в Казанский государственный университет имени В. И. Ульянова-Ленина на филологическое отделение историко-филологического факультета, который был только что воссоздан, в результате чего Бушканец стал его первым студентом после 20-летнего перерыва. В 1941 году занял первое место на университетском конкурсе студенческих научных работ и получил премию в размере 200 рублей за работу, посвящённую связям В. В. Маяковского с Казанью.
После начала Великой Отечественной войны осенью 1941 года участвовал в рытье окопов на предполагаемой линии обороны около Казани. В феврале 1942 года призван в Красную армию военкоматом Молотовского района, прервав учёбу в университете. С мая служил в отделении пулемётного батальона 758-го стрелкового полка 88-й стрелковой дивизии на Калининском фронте. Будучи помощником командира пулемётного взвода, в августе того же года получил тяжёлое ранение в правую руку во время выполнения боевого задания при наступлении советских войск подо Ржевом, когда форсировал реку Ветлуга в районе деревни Сады Сычёвского района Калининской области. По рассказам Бушканца, он наступал практически по телам бойцов двух предыдущих эшелонов, когда попал под огонь стрелка из вражеского самолёта — раненым шёл обратно пешком, ночь провёл в избе, полной умерших, а затем успел залезть в мимопроходящий санитарный поезд.
Попав в эвакуационный госпиталь № 2856 в Дзержинске, в дальнейшем находился на излечении в военном госпитале в Куйбышеве, а затем переведён в Казань. После выписки вернулся на фронт, но после смерти отца по распоряжению командования снят с поезда и отправлен на похороны, после чего ушедший без него эшелон был разбомблен немцами. В августе 1943 года переведён в 39-й учебный стрелковый полк 45-й учебной стрелковой дивизии Белорусского военного округа, где занял пост комсомольского организатора, имел звание заместителя политрука. На фронте вступил в ВКП(б), по отзывам командования «показал себя дисциплинированным, энергичным, волевым офицером», который «много работает над собой по повышению своего идейно-политического и военного уровня», а также умеет «нацелить комсомольские массы и молодёжь на выполнение задач, поставленных перед полком». В сентябре 1945 года окончил службу в звании старшего лейтенанта. Во время пребывания на фронте к наградам не представлялся и лишь после окончания войны получил медаль «За боевые заслуги», а в дальнейшем также был награждён орденом Отечественной войны II степени.
Демобилизовавшись, вернулся в университет, который окончил в 1948 году. Будучи студентом, продолжил свои научные изыскания, в частности, после переезда университетского архива в другое здание буквально на полу нашёл прошение В. И. Ульянова о выходе из Императорского Казанского университета, написанное в декабре 1887 года после сходки казанских студентов. Во время учёбы также начал работать в Государственном музее ТАССР, сначала заведующим сектором, затем учёным секретарём. Отличаясь независимым характером, публично высказывал своё мнение о низком уровне гуманитарного образования в 1940—1950-х годах, поддерживал выступления студентов против упадка казанского литературоведения, фактически находился в состоянии «холодной войны» с руководством университета, ввиду чего получил распределение на работу учителем на железнодорожный полустанок под Читой, однако директор музея В. Н. Дьяконов сумел его отстоять как нужного специалиста. К числу интересных открытий того времени, совершённых Бушканцем, относится поздравительный адрес И. С. Тургеневу от журнала «Современник» за 1857 год в честь 10-летия сотрудничества, который был обнаружен завалившимся за музейный шкаф.

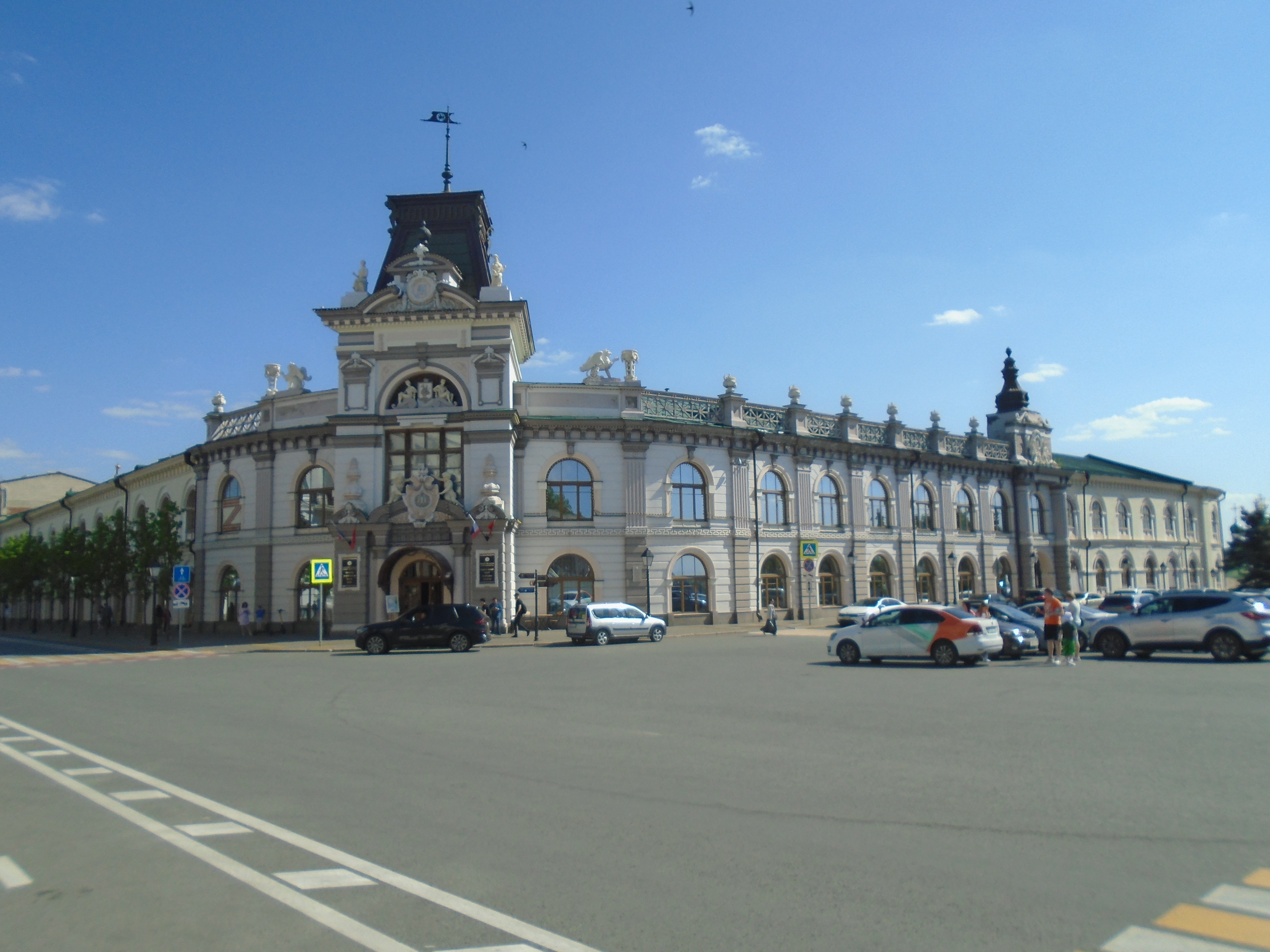
Госмузей ТАССР (современное фото)

В 1946—1963 годах, на протяжении почти двадцати лет, Бушканец занимал пост заместителя директора музея по науке. Во время работы отвечал за научно-исследовательскую, экспозиционную и издательскую деятельность, наладил выпуск собственных музейных изданий, на высоком уровне проводил научные конференции. Активно занимался теоретическими проблемами разработки музейных экспозиций, в частности, под руководством Бушканца были построены экспозиции «Первобытно-общинный строй на территории края», «Болгарское государство», «Татария в период 1917—1927 гг.» (1960—1962), коренным образом перестроена экспозиция, посвящённая советскому периоду истории, впервые были освещены темы «Развитие культуры в годы восстановительного периода», «Достижения культурной революции в Татарии за годы пятилеток». С конца 1940-х годов Бушканец стал публиковаться в местной прессе с материалами на тему связей русских писателей с Казанью, занимался помощью начинающим краеведам, выступал перед школьниками, учителями, широкой публикой, советовал как вести архивные поиски, призывал делиться своими открытиями и материалами. Любил привлечь всех окружающих к учёной работе и поделиться с ними радостью научного открытия, проводил экскурсии по городу, организовывал в музее «краеведческие среды», был инициатором выпуска краеведческих сборников, в частности, уделял своё внимание вопросу этимологии названия «Казань».
Одновременно с музейной деятельностью, значительное время уделял диссертационному труду, с разрешения Дьяконова ездил в командировки для работы в архивах. В 1955 году получил учёную степень кандидата филологических наук, защитив в Саратовском государственном университете имени Н. Г. Чернышевского диссертацию на тему «Борьба журнала „Современник“ за политическое воспитание писателей-демократов» под научным руководством профессора Ю. Г. Оксмана. В 1963 году стал доктором филологических наук по итогам защиты диссертации «Русская нелегальная поэзия второй половины XIX в.» в Институте русской литературы Академии наук СССР при оппонировании академика М. В. Нечкиной, члена-корреспондента П. Н. Беркова, доктора филологических наук Ф. Я. Приймы. Будучи написанной на стыке исторических и литературоведческих вопросов, данная работа вызвала критику сторонника «политически выдержанного» литературоведения А. И. Ревякина, который потребовал переписать первую главу и на несколько лет задержал утверждение диссертации в Высшей аттестационной комиссии, которое состоялось только в 1966 году.
В 1963 году с разрешения партийного руководства перешёл на преподавательскую работу в Казанский государственный педагогический институт. В 1963—1988 годах находился на посту заведующего кафедрой русской и зарубежной литературы, который занимал до самой смерти. Несмотря на годы застоя и идеологических ограничений, превратил кафедру в одну из лучших в Поволжье, собрал хороший лекторский коллектив, будучи интересным лектором и экзаменатором.. В 1967 году получил учёное звание профессора. Одновременно, на протяжении ряда лет занимал пост декана историко-филологического факультета КГПИ (1967—1970, 1973—1976). В 1967 году потерял мать, а в 1974 году перенёс инфаркт: это всё наложилось на кампанию по вычистке евреев с руководящих постов в КГПИ по инициативе заведующей кафедрой русского языка Л. З. Шакировой, в результате чего из пятерых человек остаться смог только Бушканец, и то лишь благодаря своей научной репутации.
Являлся членом учебной комиссии при министерстве народного образования РСФСР, учёных советов Государственного объединённого музея Татарской АССР и дома-музея А. М. Горького, с которыми поддерживал тесные научные контакты. Также сотрудничал с музеем истории Казанского университета, инициатором создания которого выступил ещё в студенческие годы, сыграв большую роль в судьбе его будущего организатора и директора С. В. Писаревой. Удостоен званий отличника народного просвещения РСФСР и СССР. По отзывам современников, был энтузиастом своего дела, требовательным и справедливым человеком, настоящим интеллигентом и профессионалом.
Ефим Григорьевич Бушканец скончался 16 ноября 1988 года в Казани в возрасте 66 лет. Похоронен на кладбище в Самосырово.

## Научная работа
Написал более двухсот научных работ, часть осталась в рукописях, в том числе книга о русских писателях в Казани. Вёл список собственных публикаций с указанием ссылок на все работы с упоминаниями и критикой по поводу каждой статьи, которая была опубликована посмертно под редакцией жены. Публиковался в издательстве «Наука» в Москве и Ленинграде, в изданиях «Вопросы литературы», «Литературное наследство», выступал на краеведческие темы в газетах «Советская культура», «Учительская газета», «Вечерняя Казань», в дальнейшем выходили также посмертные публикации и книги. Специализировался на истории русской литературы и общественного движения 30—40-х и 60—80-х годов XIX века, источниковедении, теоретических проблемах мемуарной и эпистолярной литературы. Занимался творчеством А. И. Герцена, Н. Г. Чернышевского, Н. А. Некрасова, И. С Тургенева, Н. Г. Гарина-Михайловского, А. М. Горького, выявил новые факты их биографий. Обладая талантом атрибутирования литературных произведений, открыл ряд ранее неизвестных работ В. Г. Короленко, А. Н. Толстого, Н. А. Добролюбова. Занимаясь нелегальной русской поэзией XIX века, в частности, атрибутировал и датировал ставшее студенческое песней стихотворение «По духу братья мы с тобой» как принадлежащее петрашевцу А. Н. Плещееву.
Неприятие идеологических явлений советской жизни определило научные интересы Бушканца, такое тяготение к литературно-общественным движениям второй и третьей трети XIX века, к демократам-шестидесятникам, народникам, лучшим представителям российской интеллигенции, поборникам нравственным ценностей, чувства социальной справедливости, свободолюбия, в котором проявилось его внутреннее диссидентство.

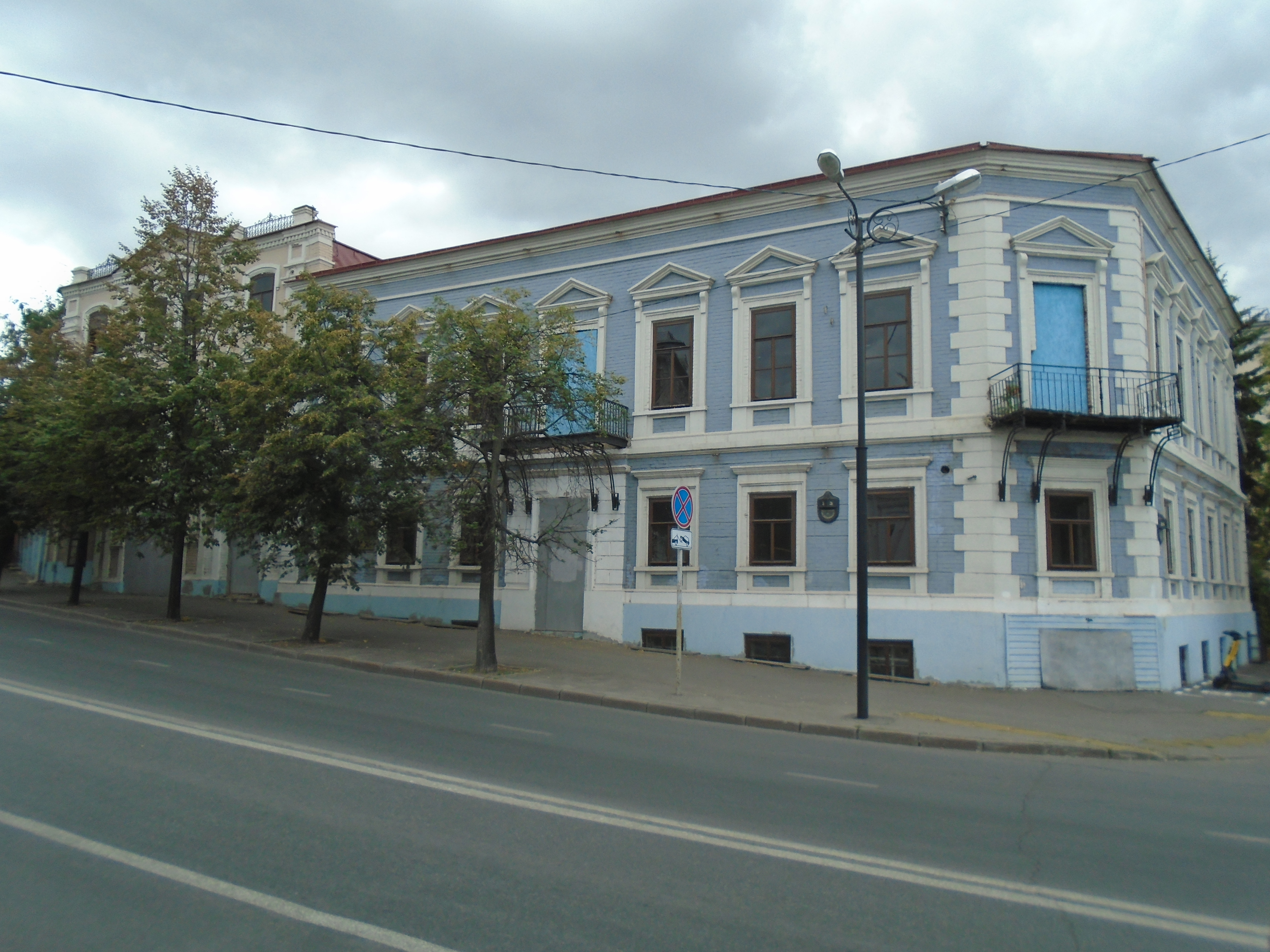
Номера Михайлова (2022 год)

Уделял особое внимание работам на стыке литературоведения, источниковедения и краеведения, положив начало новому направлению в науке — литературному краеведению. Целенаправленно обращался к деятелям искусства и их родственникам, в частности, к А. И. Безыменскому, В. В. Вишневскому, В. Г. Лидину, И. Ф. Шаляпиной, С. В. Короленко, Н. Н. Литовцевой, выясняя сведения о связях с Казанью. Благодаря Бушканцу во многом сформировались личные впечатления от Казани у поэта Е. А. Евтушенко, писателя В. А. Каверина, посетивших город и работавших в тот период над поэмой «Казанский университет» и романом «Перед зеркалом», соответственно. Являлся специалистом по биографии и творчеству Л. Н. Толстого, ещё в 1952 году выпустил первый путеводитель по толстовским местам Казани, также высказал идею создания соответствующего музея в городе, но не успел осуществить задуманное. Также занимался изучением жизни В. И. Качалова в Казани и определил все его городские места жительства, благодаря Бушканцу на здании номеров Михайлова (ул. Лобачевского, д. 3) была установлена мемориальная доска в память о первом приезде и пребывании актёра.
Выступил одним из инициаторов издания книг и брошюр по казанскому и поволжскому краеведению, стал автором первого советского путеводителя по Казани (1961, переизд. 1964). Как составитель и редактор сборников «Казань в истории русской литературы», «Русская литература и освободительное движение», «Вопросы источниковедения русской литературы», включил Казань в широкий литературоведческий контекст, сделавшись представителем не только казанского, но и шире — всероссийского литературоведения.
Всё чаще появляются статьи и книги, посвященные периоду жизни выдающихся русских писателей, связанному с каким-нибудь городом или краем. По своему научному значению эти работы делятся на две группы. Авторы одних заимствуют факты, связанные с определенным городом или краем, из широко известных монографий и опубликованных источников, популяризируя уже изученное. В других же работах авторы впервые обнародывают выявленные ими документальные материалы и новые мемуарные свидетельства, они используют всю совокупность местных источников для выяснения обстановки, в которой жил и работал писатель, для воссоздания событий и фактов, получивших отражение в его произведениях. Такие труды вливаются в широкое русло научных исследований, расширяют и обогащают наши представления о жизни и творчестве великих художников слова. В выявлении и изучении местных источников и коренится, по нашему убеждению, самый смысл литературного краеведения.Е. Г. Бушканец, из рукописи неопубликованной книги «Краеведческие новеллы».
Будучи представителем провинциального литературоведения, являлся не только кабинетным учёным, но и подвижником, своего рода администратором, создавшим вокруг себя целую культурную среду. Для противостояния обстоятельствам в условиях тяжёлой внешней обстановки активно налаживал отношения с другими литературоведами, ощущал свою общность с хранителями традиций интеллигенции XIX века. Переписывался с литературоведами Н. С. Травушкиным, А. П. Скафтымовым, А. А. Демченко, Н. М. Чернышевской, Т. И. Усакиной, П. А. Бугаенко, П. В. Куприяновским, Л. А. Розановой, М. М. Гином, П. Ф. Рейфманом, С. Г. Исаковым, Л. М. Фарбером, А. С. Орловым, М. Я. Ермаковой, Н. М. Фортунатовым, Г. Б. Курляндской, М. В. Теплинским, Ю. В. Лебедевым, А. М. Гаркави, М. Т. Пинаевым, С. А. Рейсером, И. Г. Ямпольским. Особенно выделяется переписка с Я. А. Ротковичем, а также с Ю. Г. Оксманом, которая переросла в откровенное обсуждение проблем как в науке, так и в стране в целом. Постоянный контакт Бушканец поддерживал с Н. Я. Эйдельманом, был дружен с Г. Н. Вульфсоном.
Был одним из создателей Зонального объединения литературоведов Поволжья, членом его бюро, к чему относится период тесного общения с Л. А. Финком, И. М. Машбиц-Веровым, В. А. Бочкарёвым, С. А. Голубковым. Сам автобиографии и каких-либо воспоминаний не оставил.

## Личная жизнь
Увлекался фотографией, был фотолетописцем многих научных конференций, автором фотографий своих коллег. Долгое время жил с матерью, довольно поздно завёл семью. Жена — Ирина Никифоровна (1937—2019), преподаватель стилистики английского языка. Дочь — Лия (род. 1966), доктор филологических наук.

## Награды
- Орден Отечественной войны II степени (1985 год)[67].
- Медаль «За боевые заслуги» (1945 год)[3].
- Медаль «За победу над Германией в Великой Отечественной войне 1941—1945 гг.», юбилейные медали[68].